# Nyt legetøj
Nyt legetøj er en dansk dramafilm fra 1977. Peter Ringgaard har både skrevet manuskriptet og instrueret filmen, der var hans debutfilm.

## Handling
Ulla (Ann-Mari Max Hansen) møder sin tidligere kæreste, mekanikeren Allan (Jørn Faurschou), der står over for en fyring, da den rige Ebbesen (Holger Juul Hansen) truer med at få Allans værksted lukket. Ebbesen har magten over nogle korrupte politikere, og han har også en klemme på Ullas mand, Claus (Henning Jensen), der er redaktør. Allan har fået fat i nogle papirer, der kan få Ebbesen ned med nakken, så denne prøver derfor at få ram på Allan. Han må flygte, og Ulla vælger at tage med ham ud af landet.

## Medvirkende[1]
- Ann-Mari Max Hansen - Ulla Malmgren
- Henning Jensen - Claus, Ullas mand, chefredaktør
- Jørn Faurschou - Allan, Ullas tidligere kæreste, mekaniker
- Ulla Koppel - Anette
- Helle Merete Sørensen - Laila, Ullas veninde
- Holger Juul Hansen - Ebbesen
- Arne Skovhus - Anton, kriminalkommissær
- Erno Müller - Ib
- Jens Okking - John
- Henry Jessen - Pistol-Leo
- Aksel Erhardsen - gårdejer
- Birgitte Federspiel - Anna
- Poul Clemmensen - justitsministeren
- Ebba With - Ulla mor
- Poul Müller - Ullas far
- Anne Marie Helger - sangerinde
- Lene Vasegaard - sangerinde
- Pernille Grumme - sangerinde
- Masja Dessau - Marianne, barnepige
- Caja Heimann - Allans værtinde
- Paul Valjean - hotelportier
- Claus Strandberg - tankpasser
- Flemming Enevold - sanger i loge
- Asta Esper Hagen Andersen
- Hugo Herrestrup - politibetjent
- Elisabeth Nørager
- Lise Thomsen
- Bent Jacobsen
- René Chawes
- Henrik G. Poulsen